# Michelangelo Perghem Gelmi
Michelangelo Perghem Gelmi (Innsbruck, 11 dicembre 1911 – Trento, 1º agosto 1992) è stato un ingegnere e pittore italiano.

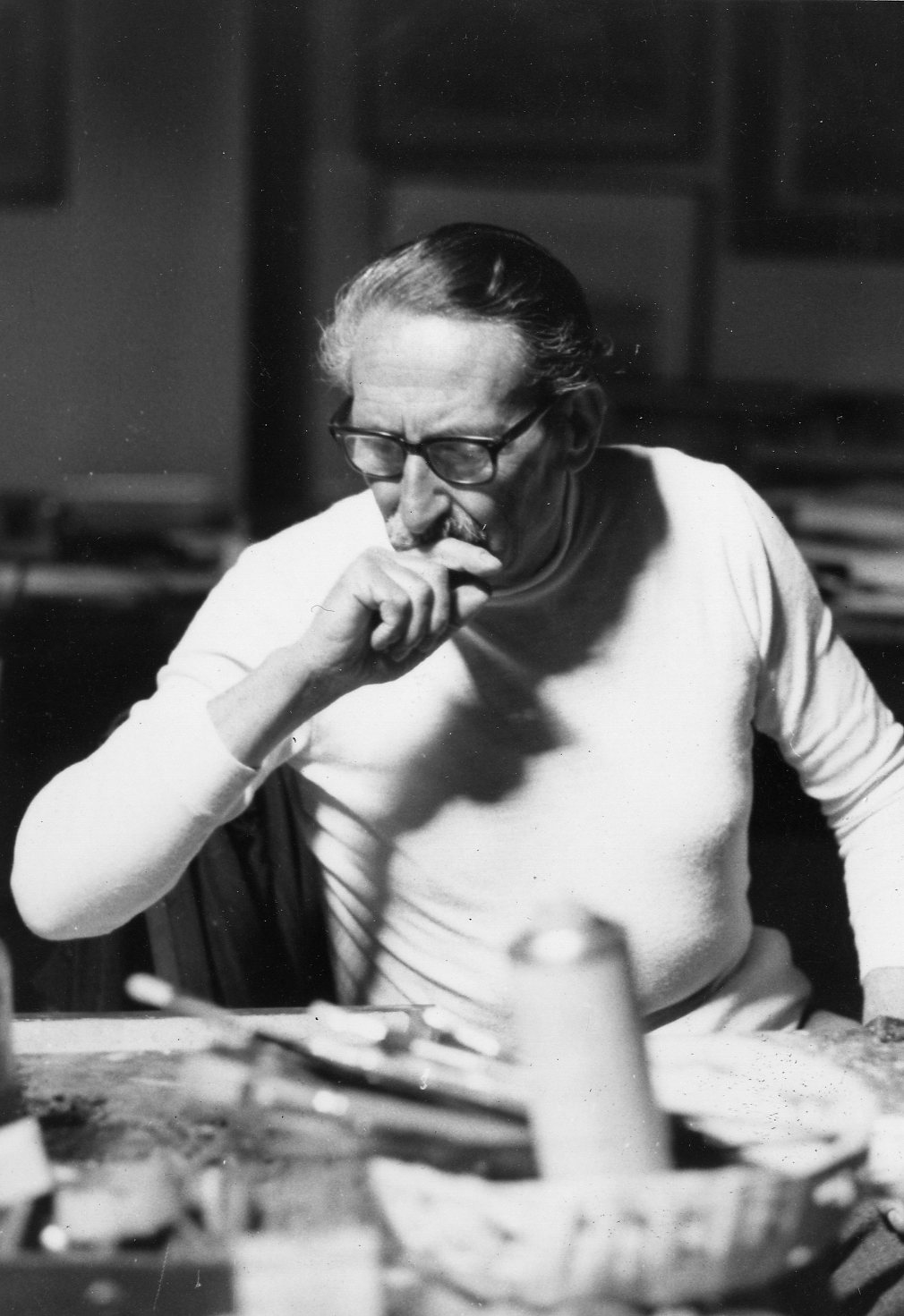
L'artista nel suo studio di pittura a Trento.

Ha rivolto le sue attenzioni al figurativo, al surrealismo e all'iperrealismo.

## Biografia

### Giovinezza e adolescenza
Michelangelo Perghem Gelmi nasce a Innsbruck l’11 dicembre 1911 da genitori trentini.
Nel 1912 la famiglia si trasferisce a Trento, dove Perghem vive fino alla fine degli studi superiori. Le sue doti artistiche vengono notate e incoraggiate da Luigi Bonazza, suo insegnante di disegno e di pittura all'Istituto Tecnico. Si dedica allo sport ed è caricaturista per giornali e riviste studentesche. Questa attività prosegue assiduamente nel periodo universitario.
Nel 1928 si distingue nelle discipline sportive, in particolare nello sci fondo e in atletica leggera (400 m piani e staffetta 4×400 metri.), discipline queste ultime per le quali viene convocato in nazionale.

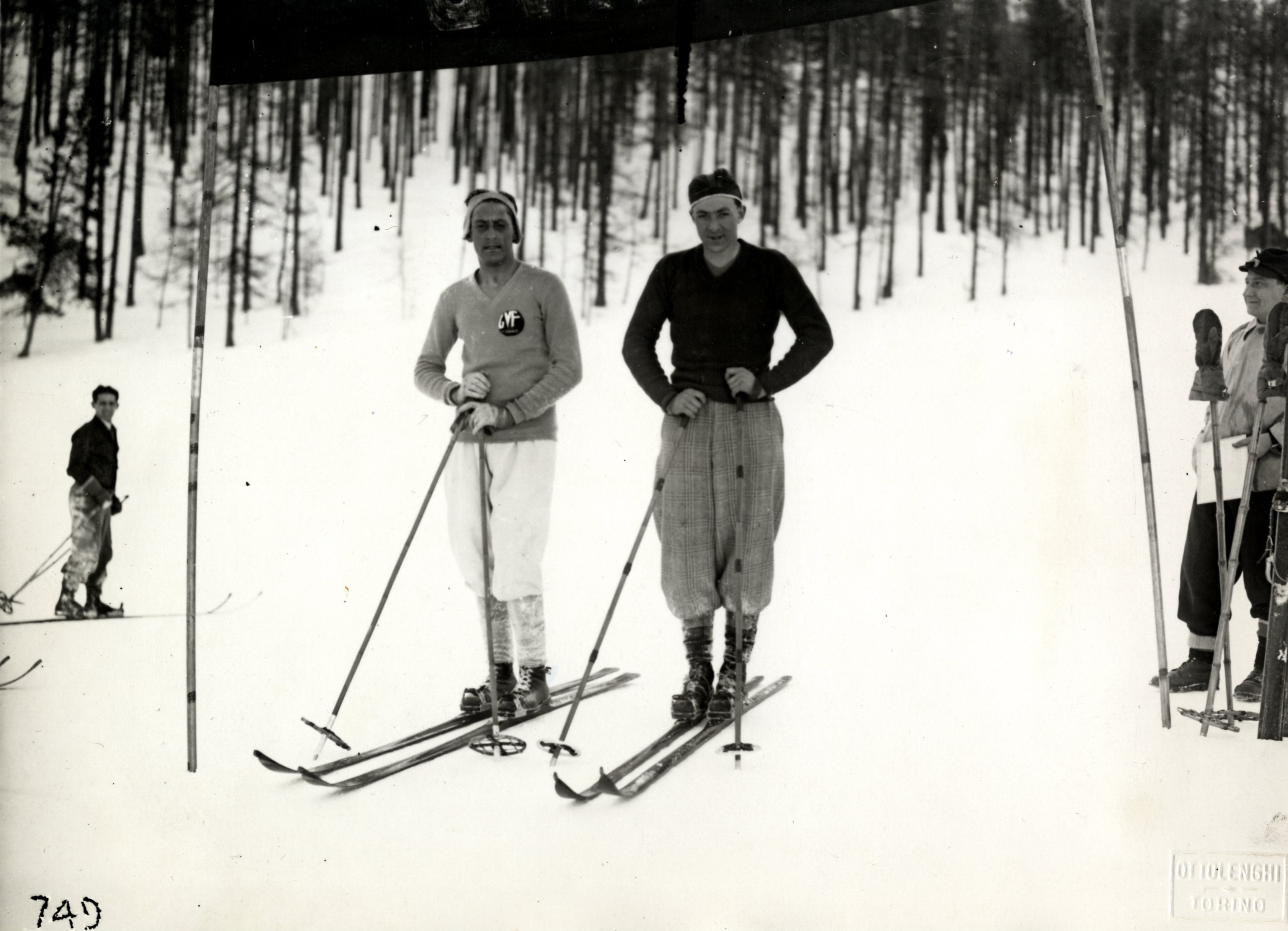
A sinistra Michelangelo Perghem Gelmi durante una gara di sci di fondo a Bardonecchia.

### Studi universitari e Seconda Guerra Mondiale
Lascia lo sport agonistico per motivi di studio. Si laurea in Ingegneria Civile Edile presso il Politecnico di Torino nel 1936. Dopo il servizio militare presso la Regia Aeronautica nel Corpo del Genio (1937-1938) è nominato assistente presso il Politecnico di Torino.
Nel 1940 vince il concorso per Capo Ufficio Tecnico dei magazzini generali del porto di Fiume. Si iscrive all'Accademia di Belle Arti di Torino allievo di Enrico Paulucci. Richiamato alle armi per il conflitto mondiale, nel 1942 l’Aeronautica militare lo trasferisce in Provenza costringendolo ad interrompere i corsi di pittura presso l’Accademia.
Durante il soggiorno francese del 1943 si dedica alla pittura. L'8 settembre viene catturato con altri ufficiali, viene trattenuto a Cannes e poi deportato nel lager di Tarnopol in Polonia. Trasferito al lager di Dęblin Irena allestisce la sua prima personale il 20 gennaio 1944. Riesce a rientrare in Italia il 10 giugno 1944 e vive in clandestinità a Torino fino alla fine della guerra occupandosi solo di pittura.

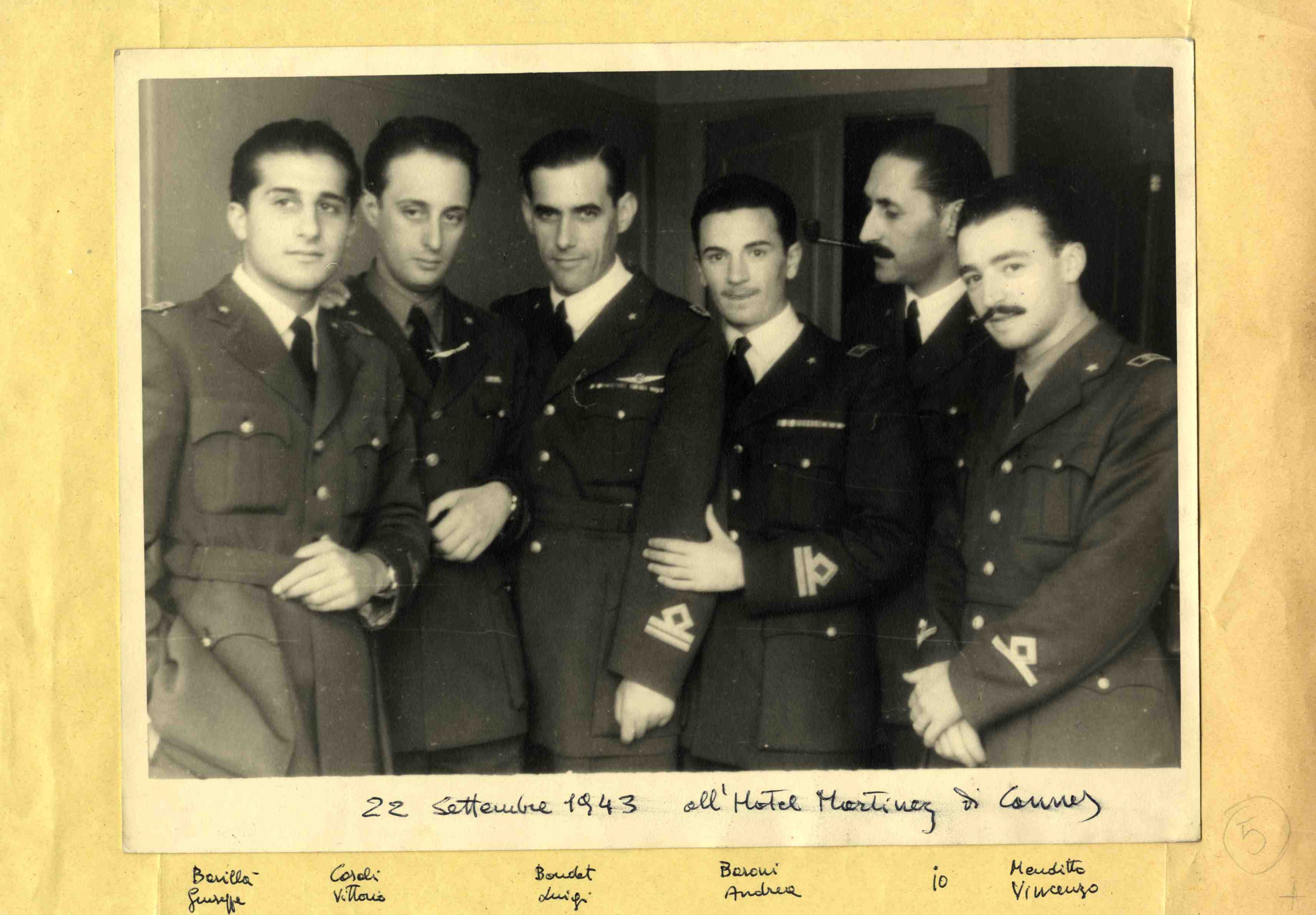
Michelangelo Perghem Gelmi (secondo da destra) immortalato con altri Ufficiali della Regia Aeronautica.

Nel 1945, finita la Guerra, ordina la sua prima mostra personale in una galleria d’arte della sua città (galleria “Trento”). È libero professionista a Torino dove vive con la moglie Antonietta sposata nel 1946. Assistente universitario presso il Politecnico, continua a dipingere nel tempo libero. Espone alle principali collettive torinesi e al Premio Alessandria.

### Periodo in Sud America
Nel marzo del 1948 si trasferisce da solo a San Juan, in Argentina dove insegna presso la Facoltà di Ingegneria della “Universidad Nacional de Cuyo”. A giugno del 1948 nasce a Torino la figlia Maria Rosa, la quale con la madre lo raggiunge in Argentina nel 1949. Sempre nel 1949 partecipa al Salone d’Autunno di San Juan e si aggiudica il primo premio. Allestisce una mostra personale alla Casa Espana di San Juan. Lavora al progetto per la cattedrale della sua nuova città. Nel 1950 nasce Maria Guglielmina.
Nel 1952 tiene una personale a San Juan. Nel 1954 Ottiene la cattedra di disegno e di figura presso la Facoltà di Architettura dell’Università di Cuyo. Allestisce una personale negli spazi universitari della città. Durante il soggiorno argentino si dedica anche al design di cui rimangono molti studi per decorazioni di oggetti e stoffe.
Nel 1955 Al Salone d’Autunno di San Juan “Calle Tucumán” ottiene il primo premio. Alla mostra di Buenos Aires del 1956 vince il primo premio con il quadro “Calle Lavalle”. A Natale rientra in Italia e si stabilisce a Trento dove lavora come libero professionista senza abbandonare la pittura.

### Ritorno a Trento
Nel 1957 Lavora come libero professionista. Ottiene l'incarico di consulente dell'Assessorato ai Lavori Pubblici della Regione Trentino Alto Adige: in tale veste rielabora completamente il progetto vincitore del concorso per il ripristino degli stabilimenti termali di Levico. Nel 1958 nasce il terzo figlio Mario. Nel 1959 si aggiudica il concorso Nazionale delle terme di Merano. Progetta e realizza la scuola materna di Piedicastello (Trento) e la scuola professionale per la donna (ONAIRC) a Trento.
Nel 1961 Espone alla Mostra Provinciale d’arte figurativa dove presenta con successo “Santa Trinità” riproposto due anni dopo alla Mostra degli Artisti Trentini presso il Palazzo delle Esposizioni di Roma. La capitale ospita nuovamente la Mostra degli Artisti Trentini nel 1965, mentre altre esposizioni vengono allestite a Novara (1965) e a Torino (1967).
Nel 1967 Il suo progetto “Idee per Trento domani” vince il primo premio al Concorso istituito dal Comune di Trento per l’area dell’ex ospedale Santa Chiara in occasione del Convegno Nazionale di Urbanistica. È occupato alla realizzazione delle case a schiera di Norge sul Monte Bondone. Lavora al progetto per il complesso residenziale dell’ECA di Trento nella zona della Clarina realizzato nel 1969. L’anno seguente si occupa del progetto per il parcheggio sotto le Canossiane che non verrà attuato.

### Principali periodi artistici
Fino al 1970 l'attività artistica di Michelangelo Perghem Gelmi era rimasta secondaria rispetto all'attività di ingegnere. Nel 1971 si dedica completamente alla pittura abbandonando l'attività professionale, coronando così il sogno coltivato durante la vita.

#### Nuove sperimentazioni
Le prime opere degli anni Settanta sono caratterizzate da un surrealismo alquanto originale e colpiscono favorevolmente il pubblico e la critica. Le personali di Trento e Rovereto riscuotono molto successo. Negli anni seguenti lo troviamo impegnato con le mostre a Cortina, Ferrara, Flayosc, Roma, Saint Tropez e Santa Margherita Ligure. Partecipa a numerose collettive e a premi anche all’estero. Per il centenario della Società degli Alpinisti Tridentini (SAT), nel 1972, disegna il francobollo postale da 25 Lire con la veduta delle Dolomiti di Brenta e della Paganella.
Nel 1975 Pubblica con Francesco Piero Baggini il diario di prigionia “Da Cannes a Tarnopol” illustrato dai disegni compiuti nel periodo della deportazione. L'anno seguente allestisce alla galleria Il Castello di Trento la personale “Tante teste, tante idee”, una mostra di caricature su persone di fama nazionale, politici e personaggi trentini. Nel 1977 la stessa galleria organizza la mostra “Omaggio a Trento” con sessanta opere dedicate alla città. In quell’anno “Floreunucus barbudos “ vince il premio Vittoria Alata alla mostra “VIII Primavera” al Palazzo dell’UNESCO a Parigi. Partecipa a importanti collettive all'estero: Londra, Marsiglia, Bamberg, Cracovia, Malta; e in numerose città Italiane vincendo importanti premi.

#### Maturità artistica
Nel 1981 presenta settanta opere alla mostra “Perghem 80” organizzata al Palazzo della Regione di Trento. Studia il progetto (non realizzato) per un parcheggio sopra la ferrovia del capoluogo trentino. Nel corso degli anni ottanta organizza tre importanti mostre ispirate ai viaggi in Messico (“Mexico 83”, 1984), in Cina (“La Cina è vicina”, 1986), in Perù e Bolivia (“Cartoline dall’impero degli Incas”, 1989) ospitate nelle sale della Camera di Commercio.
Nel 1987 allestisce con Giuseppe Anesi una mostra a Palazzo Pretorio di Trento. In quell’occasione espone l’omaggio all’amico e maestro Guido Polo che è immortalato con molti altri artisti trentini nel quadro “L’atelier de la Portela”.
1988 Il Comune di Trento gli commissiona un quadro da esporre in un luogo pubblico cittadino. L'artista realizza “Piazza del Duomo nel giorno di San Giuseppe" (m 3×6 olio su tavola) fino a maggio 2017 in esposizione permanente nel giardino della chiesa di San Marco. Dopo il restauro il Comune di Trento lo collocherà in altro spazio pubblico. L’anno seguente Bolzano dedica a Perghem Gelmi e a Giuseppe Anesi un’importante mostra nelle sale di Castel Mareccio. I due artisti sono i protagonisti maschili di “Scampagnata con Beppino e ….” quadro del 1990 tratto dal celebre Déjeuner sur l’herbe di Manet.

### Ultimi anni e morte
Dopo il primo intervento chirurgico subito nel 1991 all’Ospedale Santa Chiara, per un tumore all'intestino, omaggia la struttura ospedaliera con il dipinto “La visita” in stile iperrealista. A questo dipinto viene dedicata la copertina del volume "I Geni dell'Arte - Gli Eredi della Cultura Artistica Europea" (1991) dall'Ente Europeo Manifestazioni d'Arte.
Subisce un altro intervento per l'aggravarsi della malattia e scompare a Trento il 1º agosto 1992 all’età di 80 anni, mentre quattro suoi dipinti sono esposti a Kempten, città gemellata con Trento, assieme a opere di Elmo Ambrosi e Mauro Pancheri.

## Pittura

### Anni Quaranta

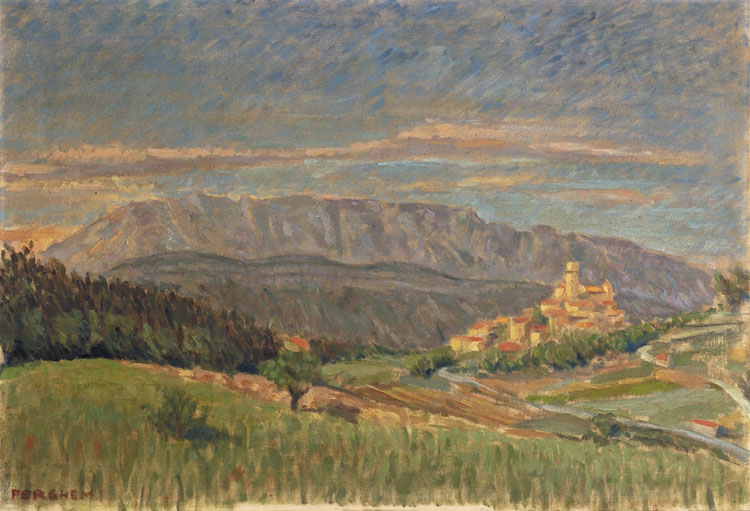
La Saint Victoire, Michelangelo Perghem Gelmi, 1943, Olio su tela, cm 55×80

Dopo la laurea in ingegneria, svolto il servizio militare, decide nel 1940 di iscriversi all’Accademia Albertina. Sostiene l’esame di ammissione con Felice Casorati, ma preferisce i corsi di Enrico Paulucci, del gruppo de I sei di Torino, che si distingue per l’attenzione all’Impressionismo francese. La sua prima pittura, che troviamo nei paesaggi dipinti nella primavera del 1943 mentre è all’aeroporto di Salon in Provenza con le truppe di occupazione, riflette appieno questa scelta. Fatto prigioniero dai tedeschi l’8 settembre 1943, verrà internato nel Lager di Tarnopol, e poi successivamente in quelli di Dęblin Irena, di Przemyśl e infine di Langwasser (Norimberga). Del periodo di prigionia lascia una cospicua documentazione attraverso carboncini, sanguigne, acquerelli e matite. Tornato in Italia, dopo la guerra, la sua pittura lascia spazio, da un lato alle volumetrie di Cézanne e del Picasso cubista, dall’altro alla corposa pennellata vangoghiana.

### 1948-1955

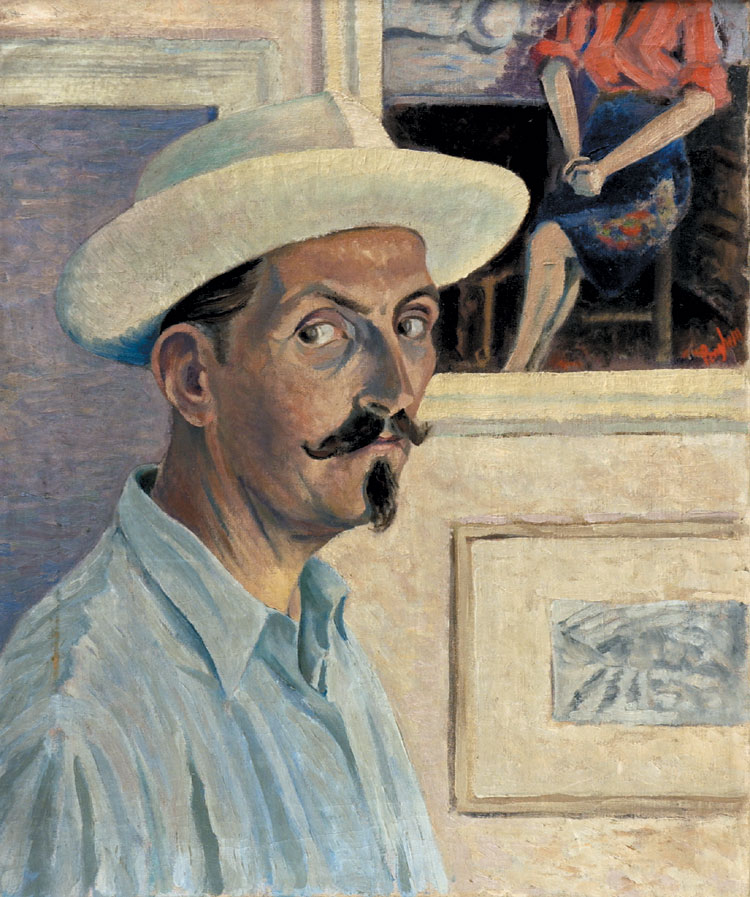
Autoritratto, Michelangelo Perghem Gelmi, 1954-1955, olio su tela, cm 60×50

Necessità economiche lo costringono a emigrare in Argentina nel marzo 1948, dove si stabilisce nella città di San Juan. Nel passaggio dal periodo Torinese a quello Argentino, il tratto si semplifica notevolmente, le figure sono rese in modo essenziale, le architetture e i paesaggi perdono i dettagli, si snelliscono di particolari. Sembra quasi che Perghem Gelmi si avvicini a una raffigurazione semplificata, infantile, in parte probabilmente influenzata dalla presenza dei figli.

### Anni Cinquanta e Sessanta

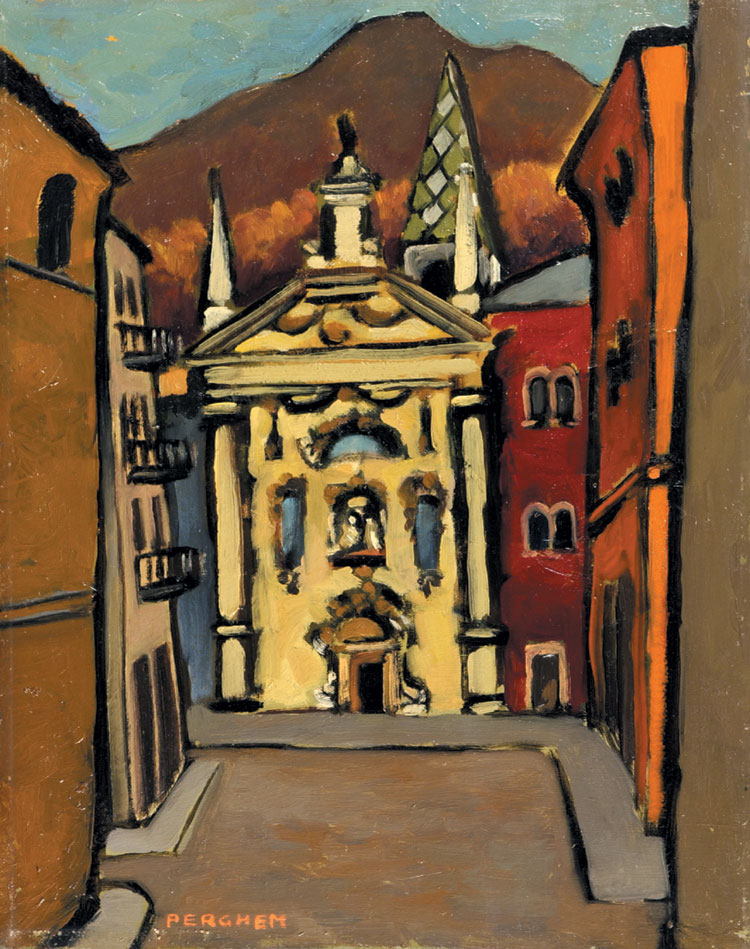
Santa Trinità, Michelangelo Perghem Gelmi, 1957, olio su tela, cm 50×40

Al ritorno in Italia, con i dipinti di fine anni Cinquanta che raffigurano Trento, l’artista prende possesso degli spazi cittadini, e ambientando le costruzioni realmente esistenti in un contesto quasi fantastico, anticipa l’evoluzione che subirà la sua pittura dai primi anni Settanta, quando lasciata definitivamente l’attività professionale, dà pieno sfogo alla sua indole di pittore.

### Anni Settanta e Ottanta

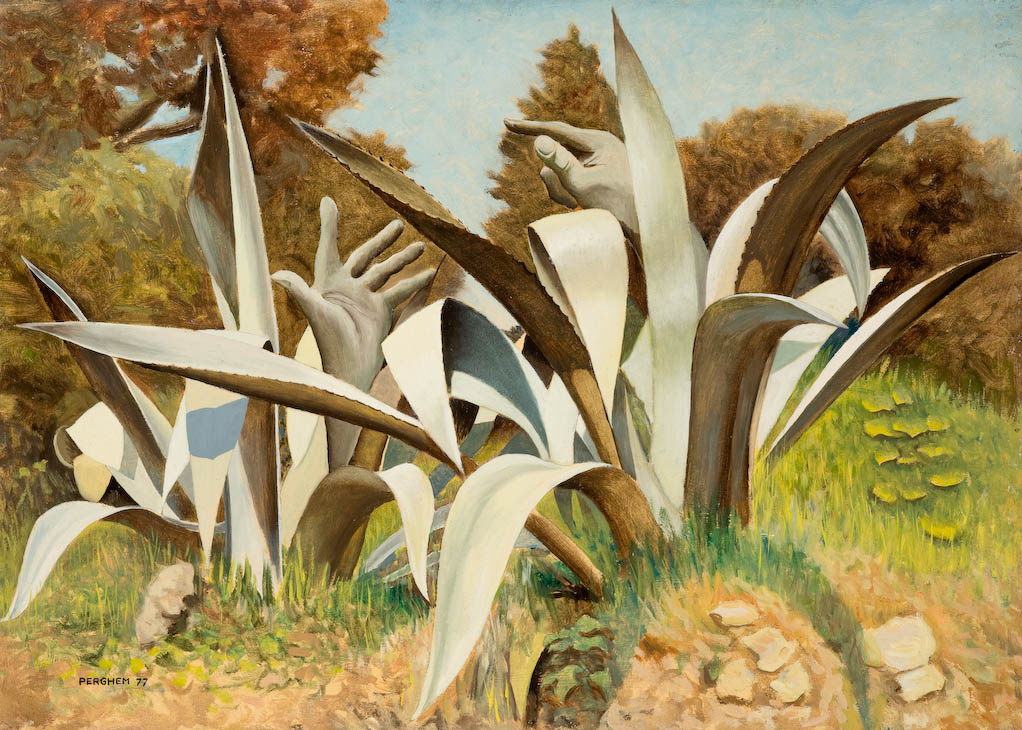
Disputa, Michelangelo Perghem Gelmi, 1977, olio su tavola, cm 50×70

Negli anni Settanta Michelangelo Perghem Gelmi è un pittore surrealista, libero da linguaggi precostituiti, che dipinge un mondo inesistente dominato da un occhio aperto su una vegetazione immaginaria e su figure antropomorfe. In questo periodo le rigide linee dell’ingegnere iniziano a farsi curve sinuose e avvolgenti, dando vita a curiosi intrecci e giochi geometrici. Verso la fine degli anni settanta, per Maurizio Scudiero la pittura di Perghem ha definito una posizione di surrealtà o sovra-realtà, “iperoggettiva, di grande concretezza proprio perché si sostanzia sui dati del reale che l’artista va semplicemente ad amplificare”. In alcuni dipinti, come afferma Michele Fucich l’allusione a Magritte è dichiarata. Perghem Gelmi è artista colto e potrebbe esserne ben consapevole; ma appare allo stesso tempo libero e deciso nel ricondurre il gioco a tutt’altro. Laddove Magritte virava dalla “somiglianza” visiva alla “similitudine” come operazione concettuale che mette in crisi la corrispondenza fra operazione plastica e referenza linguistica, Perghem Gelmi allestisce i suoi scenari onirici in modo da iper-focalizzarsi – e focalizzare lo spettatore – su un preciso motivo; quest’ultimo sempre radicato, nonostante l’effetto visionario cercato, in certi ambienti e spazi di “appartenenza”.

### 1983-1992

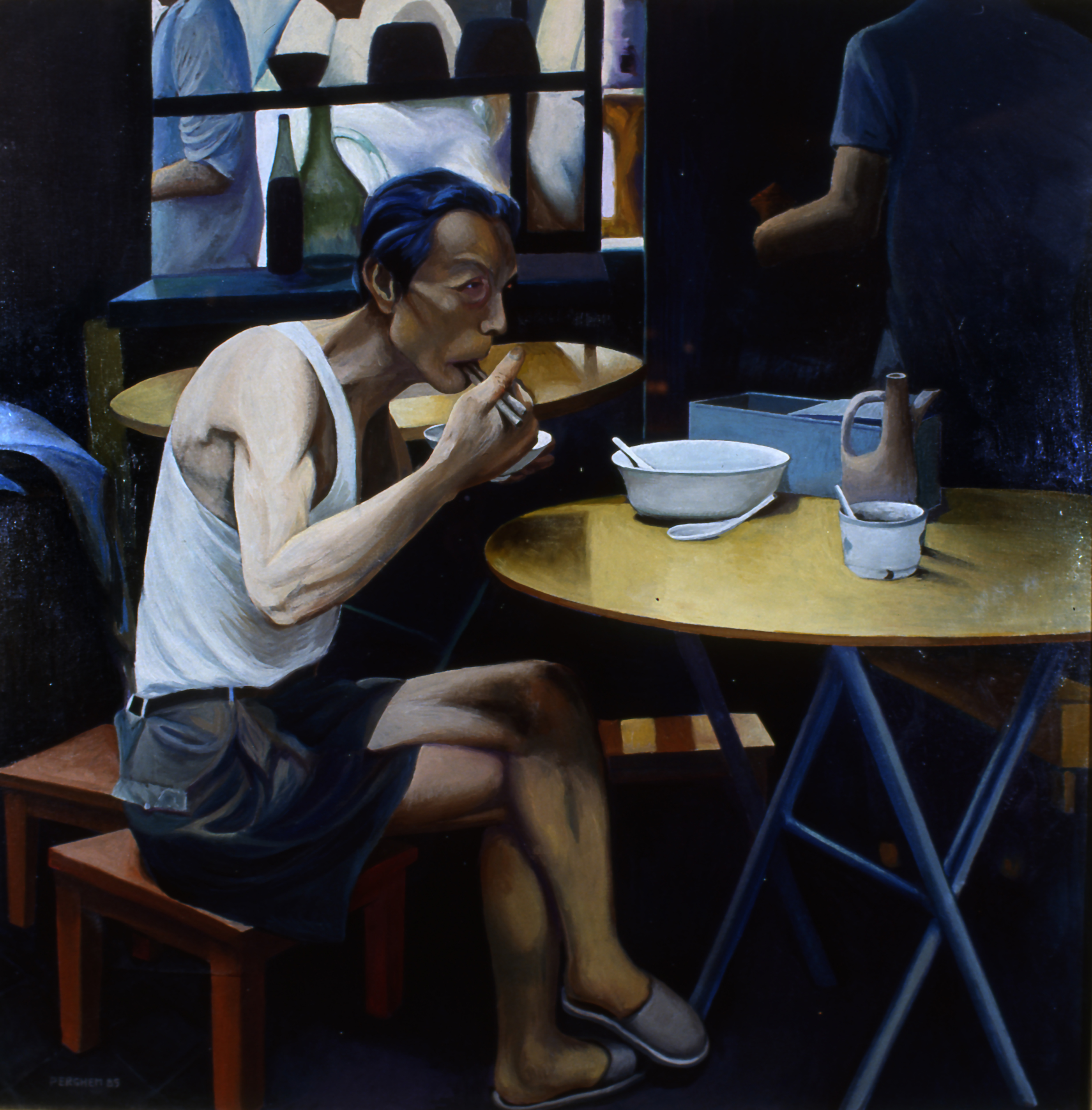
Al Ristorante, Michelangelo Perghem Gelmi, 1985, olio su tela cm 90×90

Dopo l'esperienza surrealista, Michelangelo Perghem Gelmi compie tre importanti viaggi: In Messico (1983), in Cina (1985) ed in Perù e Bolivia (1988). Al ritorno da ognuno di questi presenta le sue impressioni in altrettante esposizioni: Mexico '83 (1984), La Cina è Vicina (1986), Cartoline dall'Impero Incas (1989). In questo decennio, Perghem Gelmi cerca di ristabilire i contatti con una quotidianità più sana, immergendosi nei ricordi dei luoghi e delle persone incontrate. Paesaggi naturali, racconti di culture e testimonianze di stili di vita diverse da quelli occidentali sono raffigurati con l'intento ambizioso di impedire che impressioni e immagini cariche di sensazioni, di colori e di storia muoiano nella banalità di un mondo sempre più ostile a valori e principi profondi.

## Architettura
Michelangelo Perghem Gelmi è un valido esponente di quella linea professionale ed espressiva, propria del ‘900, che vede l’ingegnere procedere di pari passo con l’architetto. Riesce a superare il tecnicismo proprio dell'ingegnere elaborando una sua dimensione estetica, propria dell'architettura, mettendo a frutto la sua propensione per l'arte pura. Negli anni successivi alla seconda guerra mondiale Perghem Gelmi si allinea alle tendenze dell’International Style.

### Principali progetti[6]

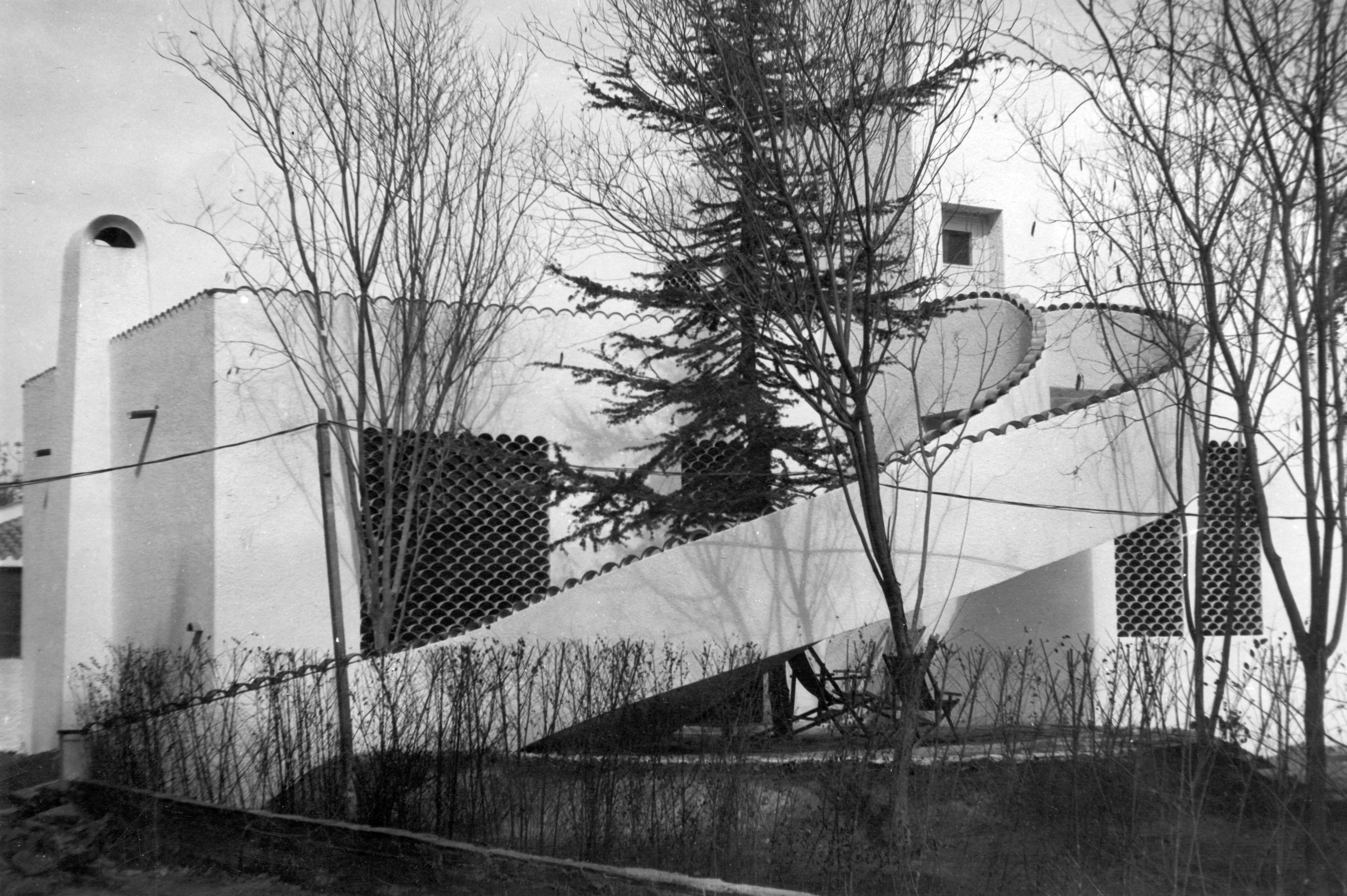
Casa Perghem a San Juan.

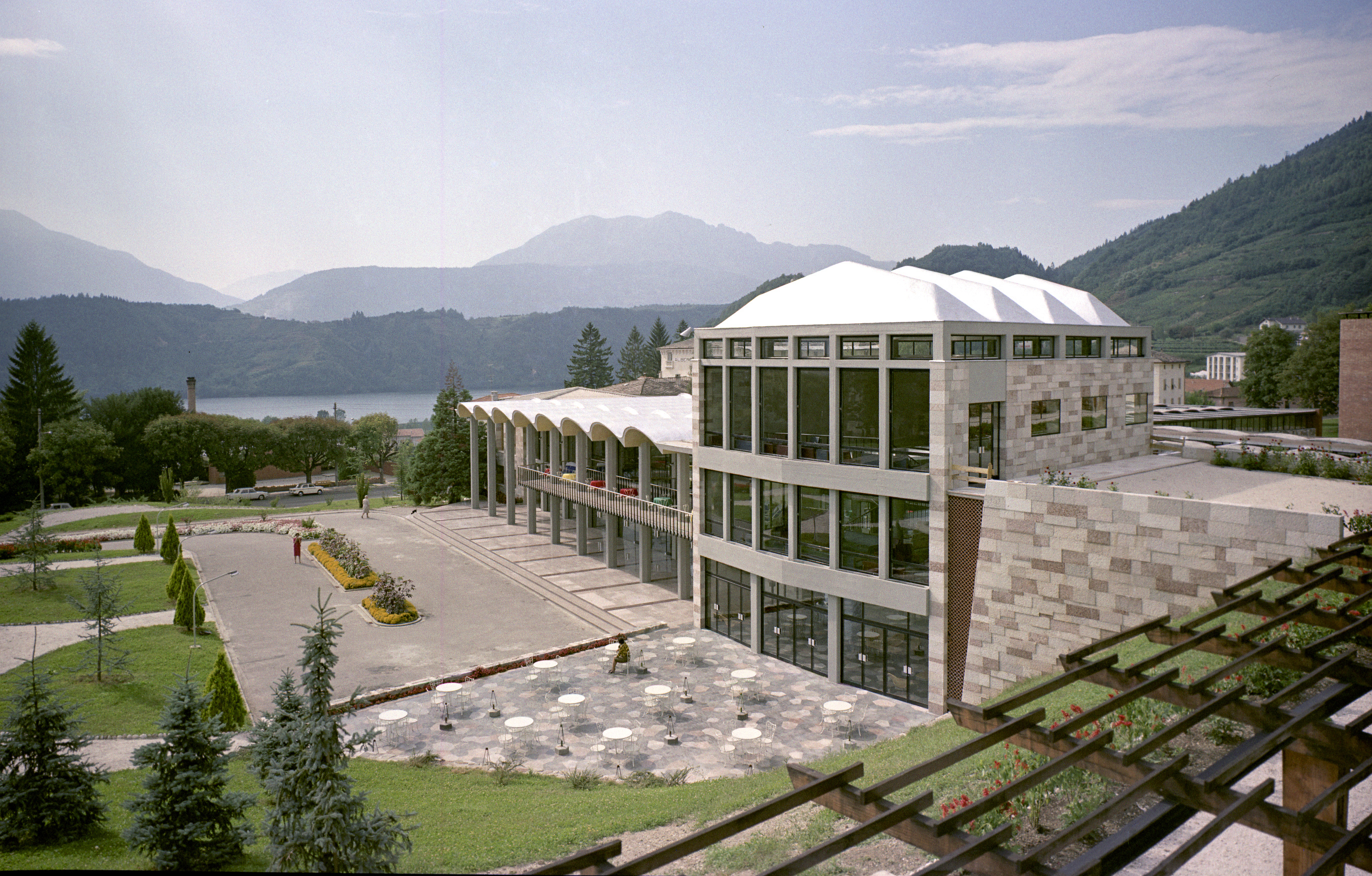
Michelangelo Perghem Gelmi, centro termale di Levico

Perghem Gelmi si laurea in Ingegneria civile nel 1936: come tesi di laurea presenta uno Studio per un Centro sportivo a Trento. La presentazione di questo lavoro è lo spunto per affidare a lui la progettazione e realizzazione della Palazzina per il Circolo del tennis, Trento (1940). Dopo la pausa bellica progetta la Villa di montagna, a Valtournenche (1947). Emigrato a San Juan (Argentina) lavora sia come docente all’Universidad de Cuyo che come libero professionista: realizza il Negozio Goldstein (1950), e sempre a San Juan, Casa Perghem Gelmi, (1950). In terra Argentina progetta anche la Villa di Giovanni Perghem Gelmi a Sabaudia (Latina, 1955). Rientra in Italia e, quale Consulente per l’Assessorato Lavori Pubblici della regione Trentino-Alto Adige rielabora completamente il progetto iniziale, dell’architetto E.Ferrari per il Complesso termale Ex Regina, Levico Terme (1957). Realizza alcune scuole materne fra cui spicca la Scuola materna per il quartiere di Piedicastello, Trento (1960). Nel 1960 partecipa al concorso per il Nuovo stabilimento termale, Merano, con Efrem Ferrari, aggiudicandosi il primo premio e l’incarico per la realizzazione delle Terme. Degni di nota sono inoltre il Centro per la formazione professionale della donna al Torrione, Trento (1960, e inaugurato nel 1964) e la Casa del villeggiante, a Malè (1962). Le scarne baracche della prigionia, dove veniva celebrata la messa sono d’ispirazione per la Chiesa di San Paolo a Pavillo, Tassullo (1963-1965). L’ultimo importante progetto di edilizia scolastica è la Scuola media per il quartiere di San Bartolomeo, Trento, con Bruno Brunelli (1968). Sul Monte Bondone infine si integrano nel paesaggio con misura e semplicità, esportando il modello di casa a schiera, i Multipli da montagna, in località Norge, Trento.(1967-69). Elabora nel corso della sua vita professionale inoltre molte proposte urbanistiche, fra cui merita menzione quella elaborata, con il motto Trento Domani, per il Concorso d’idee per la formazione del piano particolareggiato della zona di via Santa Croce-ex Santa Chiara, indetto nell’ambito del Convegno Nazionale d’Urbanistica, Trento (1967), che sarà il progetto vincitore, ma che non verrà mai portato a compimento.

### Incarichi accademici
Assistente dell'architetto Giovanni Muzio. 1937
Assistente incaricato al Politecnico di Torino alla cattedra di architettura del prof. Ing. Mario Bianco. 1939-1940
Assistente incaricato al Politecnico di Torino alla cattedra di architettura del prof. arch. Giovanni Muzio. 1947-1948
Docente a contratto alla facoltà di Ingegneria dell’Universidad Nacional de Cuyo, San Juan (Argentina) 1949-1955:
- Costruzione di Edifici	(titolare). 1949
- Progettazione 1 (titolare).	1951
- Progettazione 1 (titolare).	1952
- Teoria dell’archittetura.	1953
- Plastica 3°. 1954
- Introduzione alla Costruzione	(titolare). 1955

### Fondo Michelangelo Perghem Gelmi, Archivio del '900 - MART
Il primo nucleo del Fondo è stato donato al MART (Museo di Arte Moderna e Contemporanea di Trento e Rovereto) dai figli di Michelangelo Perghem Gelmi nel febbraio 1995, da un'idea dell'architetto Massimo Martignoni. Nel 2010 è stato integrato con un'ulteriore donazione. Il Fondo ora contiene tutti i materiali riguardanti l'attività professionale d'Ingegnere. Inoltre contiene il menabò originale del libro "Da Cannes a Tarnopol" (Michelangelo Perghem Gelmi, Francesco Piero Baggini - Manfrini Editore 1975) con 127 disegni eseguiti durante il periodo di prigionia conseguente all'8 settembre 1943, e materiale grafico riguardante bozzetti di manifesti pubblicitari e studi di arti applicate (tessuti e ceramiche), questi ultimi eseguiti principalmente nel periodo argentino.

## Mostre[12]

### Personali
1944: Lager di Deblin-Irena, Polonia, (prima personale);
1945: Trento, Galleria Trento, 30 settembre – 10 ottobre;
1949: San Juan, Argentina, Mostra “Pintura, Arquitectura, Dibujos”, En Casa Espana, dicembre;
1952: San Juan, Argentina, Circolo Italiano, dicembre;
1954: San Juan, Argentina, Universidad Nazionale de Cuyo;
1972: Trento, Galleria Il Castello, 20 maggio - 4 giugno;
Rovereto, Galleria Pancheri, 1 - 14 dicembre;
1973: Cortina d’Ampezzo, Circolo degli Artisti
Flayosc, Francia, Galleria La Cour, 17 luglio - 18 agosto;
Ferrara, Galleria La Faretra, 3 - 15 novembre;
1974: Roma, Studio d’Arte Hermes, 12 - 30 novembre;
1975: Saint Tropez, Francia, Crédit Agricole, 1 - 31 luglio;
Santa Margherita Ligure, Galleria Casabella, 5 - 16 agosto;
1976: Trento, Galleria Il Castello, “Tante teste, tante idee”, 23 febbraio - 4 marzo;
1977: Trento, Galleria Il Castello, “Omaggio a Trento”, 29 ottobre - 11 novembre;
1981: Trento, Palazzo della Regione, “Perghem ‘80”, 12 - 22 marzo;
1982: Piacenza, Galleria “La Meridiana”, 27 marzo - 9 aprile;
1984: Trento, Camera di Commercio, “Mexico ‘83”, 19 - 30 aprile;
1985: Piacenza, Galleria La Meridiana, “Natale 1985”, 21 dicembre – 21 gennaio 1986
1986: Trento, Camera di Commercio, “La Cina è vicina”, 5 - 20 aprile;
Piacenza, Galleria La Meridiana, 11 - 23 ottobre;
1987: Trento, Palazzo Pretorio, 16 - 30 gennaio;
1989: Bolzano, Castel Mareccio, 4 - 22 settembre;
Trento, Camera di Commercio, “Cartoline dall’Impero degli Incas”, 11 - 23 dicembre

### Collettive
1944: Langwasser, Norimberga, Oflag 33, esposizione degli ufficiali italiani prigionieri nel lager, maggio;
1947: Torino, Civica Galleria d’Arte Moderna, Quadriennale, 24 maggio – 29 giugno;
1948: San Juan, Argentina, “Segundo salon des Artes Plasticas”, Semana Sarmientina, 14 - 30 settembre (medaglia d’oro per “San Juan”);
1949: San Juan, Argentina, “Primer Salon de Bellas Artes del Oeste”, maggio; San Juan, Argentina, Salone d’autunno (primo premio);
1951: San Juan, Argentina, Semana Sarmientina;
1955: San Juan, Argentina, Salone d’autunno (primo premio);
1956: Buenos Aires, Argentina, 15 Pintores Sanjuaninos all’Alianza Francesa, 20 – 28 novembre, (primo premio);
1961: Trento, Mostra Provinciale di Arte Figurativa, 18 marzo - 3 aprile;
1962: Trento, Prima Mostra Regionale di Arte Sacra per la casa, dicembre;
1963: Roma, Galleria Comunale, Palazzo Esposizioni, Artisti Trentini, Mostra d’Arte Contemporanea;
1964: Celano, Seconda Mostra Nazionale Arte Sacra, 1 - 30 agosto;
Riva del Garda, Galleria della Rocca, Collettiva Artisti Trentini, 12 - 24 settembre;
Trento, Palazzo Sardagna, Mostra Collettiva di Pittura e Scultura, 14 - 29 novembre
1965: Bolzano, Mostra Regionale di Arti Figurative, Premio Bolzano, 1 - 15 giugno;
Riva del Garda, Galleria della Rocca, Mostra di Pittura, 10 ottobre;
Roma, Artisti Trentini;
Novara, Artisti Trentini;
1966: Riva del Garda, Galleria della Rocca, Mostra del Paesaggio Trentino, 2 - 16 agosto;
1967: Torino, Artisti Trentini;
Riva del Garda, Galleria della Rocca, Mostra Mercato del Piccolo e del Grande Quadro, 10 - 30 dicembre;
1969: Torino, XIII Mostra d’Autunno di Arti Figurative, 25 ottobre - 9 novembre;
1972: Torino, VII Mostra Nazionale della Grafica, 14 - 28 settembre;
1973: Vienna, Accademia di Belle Arti, 13 - 26 novembre;
1974: Milano, Premio Pavone d’oro, 5 - 25 maggio; Salisburgo, Istituto Italiano di Cultura, 20 - 26 maggio;
Tenno, Rassegna Nazionale Pittura Contemporanea “G.Segantini”, IX Edizione, 18 agosto - 8 settembre;
Trento, Concorso Luigi Ratini, 16 - 21 settembre;
Torino, IX Mostra Internazionale della Grafica, 19 settembre - 5 ottobre;
Santa Margherita Ligure, Galleria Casabella, VII Trofeo Autunno, 22 ottobre - 4 novembre;
1975: Asti, IV Mostra Internazionale Arti Figurative “Città di Asti”, 6 - 20 aprile;
Loano, II Mostra Internazionale di Pittura e Grafica, giugno;
Arco, Premio Giovanni Segantini, 31 agosto - 14 settembre;
Santa Margherita Ligure, Prima Biennale Europea di Pittura Contemporanea, 25 settembre - 5 ottobre;
Pavia, II Premio Internazionale di Pittura “Leonardo”, 28 settembre - 30 ottobre;
Santa Margherita Ligure, Galleria Casabella, VIII Trofeo Autunno, 22 ottobre - 3 novembre;
Valdagno, III Premio Internazionale Città di Valdagno, dicembre;
1976: Vigevano, Scarpina d’Oro, maggio (premiato);
Trento, Mostra Regione Trentino-Alto Adige, 30 luglio;
Malosco, Premio Malosco, 8 agosto (premiato);
Trento, Mostra Sindacale Artisti Trentini, 6 - 16 novembre;
1977: Parigi, Palazzo UNESCO, “VIII Primavera ‘77”, aprile (premiato con Premio
Vittoria Alata);
Vigevano, Premio Scarpina d’Oro, maggio;
Bormio, Premio Contea, 3 luglio (premiato);
Tuenno, Premio Comune di Tenno, 26 - 30 luglio (premiato);
Malosco, Premio Malosco, 7 agosto (premiato);
Povegliano, Premio Nazionale Povegliano Veronese, 4 - 11 settembre;
Roma, Premio Marco Aurelio, 12 ottobre (premiato con il Marco Aurelio d’Oro);
Salerno, XVIII Premio Paestum, 15 ottobre;
Londra, Piccadilly Palace, Salone Europeo d’Autunno, dicembre
1978: Marsiglia, Musée de la Vieille Charité, IX Primavera ’78, (premiato con Premio
Vittoria Alata), 10 maggio - 1 giugno;
Bamberg, Palazzo Reale, V Biennale Europea d’Arte Contemporanea, 10
settembre - 1 ottobre (Premio Bamberg della Commissione giudicatrice);
Vigevano, Premio Scarpina d’Oro, maggio;
Trento, Mostra Regionale di Pittura, 4 - 12 giugno;
Bormio, Premio Contea, 20 - 29 giugno (premiato);
Verona, Premio Caprino Veronese, 20 - 26 luglio;
Tenno, IX Premio Tenno, 1-6 agosto (premiato);
Salerno, XIX Premio Paestum, settembre (premiato);
1979: Vigevano, Scarpina d’Oro, 27 maggio; Milano, Il Pavone d’Oro, maggio;
Cracovia, Chiostro Domenicano della S.S.Trinità, III Mostra Internazionale di Arte
Sacra, giugno (premiato);
Bormio, Premio Contea, 2 - 9 luglio (premiato);
Tenno, X Premio Tenno, agosto;
Trento, Galleria Il Castello, Settembre Trentino, settembre;
Trento, Collettiva U.N.U.C.I., 15 dicembre;
Firenze, Primo Trofeo “Centro Storico”;
Malta, Museo Nazionale delle Belle Arti di Valletta, Salone Europeo d’Autunno, dicembre 1979 - gennaio 1980 (Premio artisti italiani);
1980: Bormio, Premio Contea, luglio (premiato);
Trento, Galleria Il Castello, “Settembre trentino”, 11 - 27 settembre
1981: Montalbo di Ziano, Premio Castello, maggio;
Bormio, Premio Contea, giugno (premiato)
1984: Bedollo, Premio Regionale di Pittura e Scultura, 21 luglio - 18 agosto
1987: Bari, Fiera Internazionale d’Arte Contemporanea, 11 - 15 marzo;
Ferrara, Galleria d’Arte Moderna Alba, 20 - 26 giugno;
1988: Bormio, Premio Contea, giugno (premiato)
1990: Ivano Fracena, “L’Uomo, l’Albero, il Fiume” Castel Ivano, 21 luglio - 9 settembre;
Stenico, VII Rassegna di Pittura Premio Castel Stenico.
1992: Kempten, Germania, Partecipazione come Rappresentante della città di Trento, assieme a Elmo Ambrosi e Mauro Pancheri, con quattro opere.

### Postume
2001: Arte Trentina del ‘900 – 1950- 1975, Palazzo Trentini Mostre, Trento, 24 settembre – 24 novembre, vedi catalogo;
2003: Michelangelo Perghem Gelmi, Antologica, Palazzo Trentini Mostre, Trento, 12 maggio – 4 giugno , vedi catalogo;
Arte Trentina del ‘900 - 1975 - 2000, Palazzo Trentini Mostre, Trento, 8 settembre – 28 ottobre;
2005: La collezione di opere d’arte della Regione Autonoma Trentino-Alto Adige, Palazzo della Regione, Trento, 14 giugno – 17 luglio,  vedi catalogo;
Artisti trentini nelle due guerre. Sofferenza e creatività. Castel Ivano Incontri, Ivano Fracena (Trento), 26 luglio – 4 settembre , vedi catalogo;
2008: Da Cannes a Tarnopol. Diario di viaggio e prigionia. Palazzo Pretorio, Sondrio, 6 dicembre – 6 gennaio 2009, con ristampa in formato diverso del volume originale del 1975;
2009: Da Cannes a Tarnopol. Diario di viaggio e prigionia. Sala Thun e Torre Mirana, Trento, 16 gennaio – 8 febbraio, collegata alla ristampa del libro del 1975;
Michelangelo Perghem Gelmi, Grand Hotel Trento, Trento, 20 giugno – 14 ottobre;
Da Cannes a Tarnopol. Diario di viaggio e prigionia. Casa della Memoria e della Storia, Roma, 23 settembre  – 30 ottobre , collegata alla ristampa del libro del 1975;
Michelangelo Perghem Gelmi, Galleria Il Mondo dell’Arte, Roma, 16 – 23 ottobre;
2012: Michelangelo Perghem Gelmi, Museo di Arte Moderna e Contemporanea di Trento e Rovereto - MART, Rovereto , 8 novembre – 13 gennaio 2013, vedi catalogo;
2017: Il fantastico mondo di Perghem Gelmi, Palazzo Assessorile, Cles (Trento), 22 aprile – 18 giugno, vedi catalogo;
2018: Tra sogno e ironia: l’inafferrabile ambiguità della vita, Galleria Studio C, Piacenza, 22 settembre – 4 ottobre;  
Le mele di Perghem, Palazzo Assessorile, Cles (Trento), 12 ottobre - 04 novembre;
2019: La luce delle cose – La natura morta nell’arte trentina del ‘900, collettiva, Galleria Fogolino, Trento,  collettiva, 5 aprile -  4 maggio;
Angoscia, sogno, ironia. Il labirinto della vita. Cesare Paolantonio e Michelangelo Perghem Gelmi. Sala Filisetti, Gromo (Bergamo), 03 - 30 agosto;
Mostra per Asta, AsteDolomia , Rovereto, 21 novembre – 23 dicembre;
2020: AlpiCultura, Palazzo Trentini, Trento, dal 10 gennaio al 07 febbraio;
Maestri del Contemporaneo, Galleria Studio C, Piacenza, collettiva, 18 - 30 gennaio;
2021: IV Esposizione Triennale delle Arti Visive, Roma, Palazzo Velli, collettiva, 11 - 20 giugno;
2022: ConGiunti, Fondazione Castello Visconteo Sforzesco, Novara, collettiva, 8 - 17 settembre;
2023: Occhi sul mondo circostante. Diari per immagini di Michelangelo Perghem Gelmi, Palazzo Trentini, Trento, in occasione del trentennale dalla scomparsa, 20 gennaio - 18 febbraio;